# Ед-Даммам
Даммам, Ед-Даммам (араб. الدمام) — місто-порт у Саудівській Аравії, столиця східної провінції Еш-Шаркійя (регіон відомий своїми найбільшими у світі родовищами нафти). Місто розташоване на західному березі Перської затоки на відстані 400 км від Ер-Ріяду. Населення 1 033 597 (оцінка станом на 2012 рік). Ед-Даммам третє за населенням місто країни та другий за розміром порт країни. Крім того це найбільший порт у Перській затоці.
За 25 км від центра міста розташований аеропорт — Король Фахд, площа якого становить 780 км².

## Клімат
Місто знаходиться у зоні, котра характеризується кліматом тропічних пустель. Найтепліший місяць — липень із середньою температурою 35.5 °C (95.9 °F). Найхолодніший місяць — січень, із середньою температурою 15.6 °С (60.1 °F).
| Клімат Даммама          | Клімат Даммама | Клімат Даммама | Клімат Даммама | Клімат Даммама | Клімат Даммама | Клімат Даммама | Клімат Даммама | Клімат Даммама | Клімат Даммама | Клімат Даммама | Клімат Даммама | Клімат Даммама | Клімат Даммама |
| Показник                | Січ.           | Лют.           | Бер.           | Квіт.          | Трав.          | Черв.          | Лип.           | Серп.          | Вер.           | Жовт.          | Лист.          | Груд.          | Рік            |
| Середня температура, °C | 15,6           | 16,9           | 20,8           | 25,5           | 30,8           | 34             | 35,5           | 35,1           | 32,6           | 28,4           | 23             | 17,6           | 26,3           |
| Норма опадів, мм        | 19             | 14.6           | 20.3           | 8.3            | 1.5            | 0              | 0              | 0              | 0              | 0.6            | 7.1            | 16.3           | 87.7           |
| Днів з опадами          | 5,2            | 4,9            | 6              | 4,4            | 1,5            | 0              | 0              | 0              | 0              | 0,3            | 1,9            | 4,7            | 28,9           |
| Вологість повітря, %    | 72.2           | 67.4           | 59.7           | 54.7           | 44.1           | 36.5           | 38.7           | 45.6           | 53.2           | 59.3           | 63.5           | 66.5           | 55.1           |
| ----------------------- | -------------- | -------------- | -------------- | -------------- | -------------- | -------------- | -------------- | -------------- | -------------- | -------------- | -------------- | -------------- | -------------- |
| Джерело: Weatherbase    |                |                |                |                |                |                |                |                |                |                |                |                |                |